# Joni Mitchell
Joni Mitchell, geboren als Roberta Joan Anderson (Fort Macleod, 7 november 1943), is een Canadese singer-songwriter. Daarnaast houdt ze zich bezig met fotografie, poëzie en schilderkunst.

## Levensloop
Mitchell kreeg pianoles toen ze zeven jaar was. Toen ze op haar negende als gevolg van polio in het ziekenhuis lag, begon ze te zingen voor haar medepatiënten. Met behulp van een boek van Pete Seeger leerde ze zichzelf gitaar en ukelele spelen.
In 1964, toen ze twintig jaar was, vertelde ze haar ouders dat ze folkzangeres wilde worden in Toronto. Ze verliet voor het eerst West-Canada en vertrok naar Ontario.
Eind 1964 ontdekte Mitchell dat ze zwanger was van haar ex-vriend Brad MacMath. In februari 1965 beviel ze van een dochter. Niet in staat om voor de baby te zorgen, stond ze haar dochter, Kelly Dale Anderson, af voor adoptie. De ervaring bleef privé gedurende het grootste deel van Mitchell's carrière, hoewel ze er in verschillende liedjes op heeft gewezen, zoals "Little Green", dat zij opnam voor het album Blue uit 1971 en "Chinese Cafe", van het album Wild Things Run Fast uit 1982. Het bestaan van haar dochter werd publiekelijk bekend in 1993, toen een kamergenoot uit Mitchell's kunstacademieperiode in de jaren zestig het verhaal van de adoptie verkocht aan een roddelblad. Tegen die tijd was Mitchell's dochter, Kilauren Gibb, al op zoek naar haar biologische ouders. Mitchell en haar dochter ontmoetten elkaar in 1997. Na de reünie zei Mitchell dat ze de interesse in songwriting verloor en later beschouwde ze de geboorte van haar dochter en haar onvermogen om voor haar te zorgen als het moment waarop haar inspiratie voor het schrijven van songs echt was begonnen.
Ze trouwde in 1965 met folkzanger Chuck Mitchell, met wie ze verhuisde naar de VS. Dit huwelijk duurde een jaar. Na de scheiding bleef ze de achternaam Mitchell voeren. In de jaren zestig trad Joni Mitchell regelmatig op in folk-clubs en koffiebars waar ze bekendheid verwierf door haar unieke combinatie van haar stem als mezzosopraan, die langzamerhand verkleurde naar contra-alt, gitaarspel en teksten. Mitchell zong in kleine nightclubs in Saskatoon, Saskatchewan en elders in Canada, voordat ze optrad in Toronto.
Ze werd in 1968 bevriend met de Amerikaan David Crosby en woonde in Los Angeles. Ze trad op in het voorprogramma van Crosby, Stills & Nash en ging met Graham Nash in Laurel Canyon wonen. Mitchell was destijds veel vaker in de Verenigde Staten dan in haar geboorteland. Ze ging in 1969 niet naar het festival in Woodstock, omdat ze de volgende dag moest optreden in een televisieshow en haar manager haar daarom tegenhield, maar volgde het wel op televisie vanuit haar hotelkamer in New York en schreef het nummer  Woodstock ("we are stardust, we are golden") dat later een wereldhit voor Crosby, Stills, Nash & Young werd. Het jaar 1970 gebruikte ze om meer instrumenten te leren spelen, nieuwe teksten te schrijven en om te schilderen. Alhoewel ze vaak in Los Angeles was en die stad cultureel erg stimulerend vond, klaagde ze er over de zware luchtvervuiling.
Mitchell had hits met onder andere Big yellow taxi (een liedje over de milieuproblematiek), The circle game, Chelsea morning en Both sides now. Veel van haar teksten gingen over emotionele ervaringen of waren maatschappijkritisch. Ze hekelde vaak de consumptiedrang, het militarisme in de VS en de uitbuiting van de Derde Wereld. Dog eat Dog (1985), waarin ze de hongersnood in Ethiopië aanklaagde, was haar meest geëngageerde album.
In 1971 verscheen haar album Blue. In 2020 plaatste het Amerikaanse muziekmagazine Rolling Stone Magazine dit album op nummer drie van hun lijst The 500 Greatest Albums of All Time.
In de tweede helft van de jaren zeventig neigde Mitchell meer naar de jazzrock met als hoogtepunt het album Mingus, een eerbetoon aan Charles Mingus, met medewerking van Herbie Hancock, Steve Gadd, Jaco Pastorius en Wayne Shorter. Aan het begin van de jaren tachtig bracht ze meer eigentijdse popmuziek uit. Vervolgens keerde ze aan het begin van de jaren negentig weer terug naar de stijl waarmee ze in de jaren zeventig bekend was geworden. In 1981 werd ze door premier Pierre Trudeau ingehuldigd in de Canadese Juno Hall Of Fame. In 1982 trouwde ze met de Amerikaanse bassist en muziekproducent Larry Klein.
In de loop van haar carrière legde ze zich steeds meer toe op schilderkunst, fotografie en het schrijven van poëzie. Op Turbulent indigo (1994), dat als een van haar beste albums uit die periode geldt, staat op de hoes haar zelfportret afgebeeld, waarin een duidelijk herkenbare invloed van Vincent van Gogh te zien is.
In 2002 vertelde ze aan Rolling Stone dat ze mogelijk nooit meer iets zou opnemen. Ze uitte daarbij zware kritiek op de muziekindustrie en op MTV. Ze stelde zichzelf en Bob Dylan als voorbeelden van goede singer-songwriters. In datzelfde jaar verscheen het album Travelogue, een overzicht van een groot deel van haar werk met orkest uitgevoerd.
In 2014 kwam Love Has Many Faces: A Quartet, A Ballet, Waiting To Be Danced uit; een vierdelige cdbox met 39 liedjes die al eerder op cd en/of lp waren uitgekomen.
In 2015 werd op Mitchells eigen website bekendgemaakt dat ze plotseling opgenomen was in het ziekenhuis. Ze bleek een aneurysma, een zware hersenbloeding te hebben gehad. Ze woonde alleen en lag drie dagen op de vloer in haar keuken voordat ze gevonden werd. Ze is weer af en toe in het openbaar gezien, in een rolstoel. Aan het muziekblad Billboard vertelde ze dat ze problemen had. Een vorm van huidziekte maakte het haar onmogelijk om te zingen of muziek te maken.
Op 7 december 2018 werd in Los Angeles haar 75e verjaardag met een groot concert gevierd. Hierbij traden diverse artiesten op zoals: Chaka Khan, Emmylou Harris, Norah Jones en Graham Nash. Zelf was zij nog herstellende van haar hersenbloeding.
In 2021 vierde zij het 50-jarig jubileum van haar album Blue, dat als absoluut meesterwerk van haar wordt beschouwd.
Na een jarenlange revalidatie, waarin zij opnieuw moest leren: zelfstandig uit bed te komen, lopen, praten, gitaar spelen en zingen, kon zij op 24 juni 2022 op het Newport Folk Festival, zittend in een met goud omrande stoel, aan een publiek 13 nummers uit haar repertoire ten gehore brengen. Haar stem (meestal zong zij met haar alt-stem) had vóór de hersenbloeding nog een bereik van drie octaven, maar klonk bij dit optreden brozer en heser. Het initiatief tot deze jamsessie was genomen door de Americana-zangeres Brandi Carlile.

## Discografie
- 1968 - Joni Mitchell (Song to a seagull)
- 1969 - Clouds
- 1970 - Ladies of the canyon
- 1971 - Blue
- 1972 - For the roses
- 1974 - Court and spark
- 1974 - Miles of aisles (live)
- 1975 - The hissing of summer lawns
- 1976 - Hejira
- 1977 - Don Juan's reckless daughter
- 1979 - Mingus
- 1980 - Shadows and light (live)
- 1982 - Wild things run fast
- 1985 - Dog eat dog
- 1988 - Chalk mark in a rainstorm
- 1991 - Night ride home
- 1994 - Turbulent indigo
- 1998 - Taming the tiger
- 2000 - Both sides now
- 2002 - Travelogue
- 2004 - Dreamland
- 2005 - Songs of a prairie girl
- 2007 - Shine
- 2014 - Love has many Faces
- 2020 - Joni Mitchell Archives Vol.1 The Early Years (1963-1967)[6]

### Singles
| Single met eventuele hitnotering(en) in de Nederlandse Top 40 | Datum van verschijnen | Datum van binnenkomst | Hoogste positie | Aantal weken | Opmerkingen                                                      |  |
| ------------------------------------------------------------- | --------------------- | --------------------- | --------------- | ------------ | ---------------------------------------------------------------- |  |
| Big yellow taxi                                               | 1970                  | 29-08-1970            | 27              | 4            | #19 in de Hilversum 3 Top 30                                     |  |
| Free man in Paris                                             | 1974                  |                       |                 |              |                                                                  |  |
| Got 'til it's gone                                            | 1997                  | 27-09-1997            | 6               | 8            | met Janet Jackson en Q-Tip / Alarmschijf / #9 in de Mega Top 100 |  |

### NPO Radio 2 Top 2000
| Nummers met noteringen in de NPO Radio 2 Top 2000 | '00  | '01  | '02  | '03  | '04  | '05  | '06  | '07  | '08  | '09  | '10  | '11  | '12  | '13  | '14  | '15 | '16  | '17  | '18  | '19 | '20  | '21  | '22  | '23 | '24 |
| ------------------------------------------------- | ---- | ---- | ---- | ---- | ---- | ---- | ---- | ---- | ---- | ---- | ---- | ---- | ---- | ---- | ---- | --- | ---- | ---- | ---- | --- | ---- | ---- | ---- | --- | --- |
| Big Yellow Taxi                                   | 1819 | 1990 | 1765 | 1369 | 1276 | 1860 | 1896 | 1744 | 1658 | 1526 | 1368 | 1564 | 1489 | 1463 | 1886 | -   | -    | -    | -    | -   | -    | -    | -    | -   | -   |
| Both Sides Now                                    | -    | -    | -    | -    | -    | -    | -    | -    | -    | -    | -    | -    | -    | -    | -    | -   | 1412 | 1215 | 1096 | 842 | 1151 | 1193 | 1028 | 889 | 827 |

1. ↑  Een '-' betekent dat het nummer niet was genoteerd en een vetgedrukt getal geeft de hoogste notering van een nummer aan.
2. ↑  2000 was het eerste jaar met een notering voor Joni Mitchell.

David Crosby · Stephen Stills · Graham Nash · Neil Young
- Bibsys: 44461
- Biblioteca Nacional de España: XX862808
- Bibliothèque nationale de France: cb13897572r (data)
- CiNii: DA17055980
- Gemeinsame Normdatei: 121085600
- International Standard Name Identifier: 0000 0001 1476 5598
- Library of Congress Control Number: n82108794
- MusicBrainz: a6de8ef9-b1a1-4756-97aa-481bbb8a4069
- Bibliotheek van het Japanse parlement: 01216771
- Nationale Bibliotheek van Tsjechië: xx0024531
- Nationale bibliotheek van Australië: 36011258
- Nationale Bibliotheek van Israël: 987007425368405171
- Nationale Bibliotheek van Polen: a0000002427493
- Nationale en Universitaire bibliotheek Zagreb: 000414104
- Nederlandse Thesaurus van Auteursnamen: 070434212
- RKD-Nederlands Instituut voor Kunstgeschiedenis: 275796
- Istituto Centrale per il Catalogo Unico: TO0V268333
- LIBRIS: 313702
- Système universitaire de documentation: 078061210
- Virtual International Authority File: 85454013
- WorldCat: E39PBJqFTfRcj3dxDhg97RBF8C